# Вулиця Малицької
Ву́лиця Костянтини Малицької — вулиця у Залізничному районі міста Львова, в місцевості Сигнівка. Сполучає вулиці Величка та Дозвільну. Прилучається вулиця Журавлина. 

## Історія
У 1957—1993 роках вулиця мала назву Армавірська, на честь міста Армавір. Сучасна назва Малицької походить з 1993 року, на честь української поетеси Костянтини Малицької.

## Забудова
Забудова вулиці Костянтини Малицької — двоповерхова барачна 1950-х років, триповерхова початку 1960-х років.